# Tășnad
Tășnad (en húngaro: Tasnád) es una ciudad de Rumania en el distrito de Satu Mare.

## Geografía
Se encuentra a una altitud de 192 m s. n. m. a 596 km de la capital, Bucarest.

## Demografía
Según estimación 2012 contaba con una población de 9 566 habitantes.
| 1948 | 1956 | 1966 | 1977  | 1992   | 2002  | 2012  |
| s/d  | s/d  | s/d  | 9 934 | 10 399 | 9 528 | 9 566 |